# Nordische Skiweltmeisterschaften 1980
Die Nordischen Skiweltmeisterschaften von 1980 wurde im schwedischen Falun ausgetragen. Der einzig veranstaltete Wettbewerb im Rahmen dieser Weltmeisterschaft war der 20-km-Langlauf der Frauen, da dieser nicht Teil des Programms der Olympischen Winterspiele 1980 war. Der Wettkampf fand am 8. März 1980 statt.
Diese Weltmeisterschaften gelten jedoch nicht als eigenständige Nordische Skiweltmeisterschaften. Die Veranstaltung ist eingestuft als ausgelagerter Wettbewerb der 33. Nordischen Skiweltmeisterschaften im Rahmen der Olympischen Spiele 1980.

## 20 km Langlauf Frauen
- Detaillierte Ergebnisse

| Platz | Sportler               | Zeit         |
| ----- | ---------------------- | ------------ |
| 1     | Veronika Hesse-Schmidt | 1:01:58,23 h |
| 2     | Galina Kulakowa        | 1:02:26,34 h |
| 3     | Raissa Smetanina       | 1:02:41,70 h |
| 4     | Marlies Rostock        | 1:03:20,01 h |
| 5     | Nina Baldytschewa      | 1:03:25,59 h |
| 6     | Sinaida Amossowa       | 1:03:57,13 h |

Datum: 8. März 1980